# Air Kasai
Air Kasai là hãng hàng không có trụ sở ở Kinshasa, Cộng hòa Dân chủ Congo. Hãng có căn cứ chính ở Sân bay N'Dolo.Hãng có tên trong Danh sách các hãng hàng không bị cấm trong Liên minh châu Âu

## Lịch sử
Air Kasai được thành lập năm 1983 với tên ban đầu là "Transport Aérien Congo & Transport Aérien Zaïrois" (viết tắt là TAC & TAZ], do 1 công ty Thụy Điển làm chủ. Tháng 3 năm 2006 hãng chính thức bị cấm không được bay trong Liên minh châu Âu và Na Uy, Thụy Sĩ.

## Đội máy bay
- 1 Vickers Viscount 700
- 1 Antonov An-26B
- 1 Britten-Norman BN2A Islander

## Tai nạn
Ngày 9.9.2005 máy bay Antonov An 26B của hãng bị rơi gần Brazzaville, (Cộng hòa Dân chủ Congo) khiến cho 13 người bị thiệt mạng